# Dashi (socken i Kina, Sichuan, lat 28,36, long 105,60)
Dashi (kinesiska: 大石乡, 大石) är en socken i Kina. Den ligger i provinsen Sichuan, i den sydvästra delen av landet, omkring 300 kilometer sydost om provinshuvudstaden Chengdu.
Genomsnittlig årsnederbörd är 1 326 millimeter. Den regnigaste månaden är juni, med i genomsnitt 216 mm nederbörd, och den torraste är januari, med 26 mm nederbörd.